# Eupithecia furcata
Eupithecia furcata är en fjärilsart som beskrevs av Otto Staudinger 1895. Eupithecia furcata ingår i släktet Eupithecia och familjen mätare. Inga underarter finns listade i Catalogue of Life.